# Renata Tebaldi
Renata Ersilia Clotilde Tebaldi (Pesaro, 1 februari 1922 - San Marino, 19 december 2004) was een beroemde Italiaanse operazangeres. De sopraan Tebaldi was een van de grote naoorlogse diva's. Ze werd bewonderd vanwege de schoonheid en de puurheid van haar stem en haar elegante podiumverschijning.
Op haar derde kreeg Tebaldi polio. Deelnemen aan uitputtende activiteiten was niet mogelijk en ze ontwikkelde een interesse in muziek. In haar vroege tienerjaren begon Tebaldi aan een studie aan het conservatorium van Parma. Op haar 22e maakte zij haar debuut.
Haar grote doorbraak kwam in 1946 toen ze in Milaan auditie deed voor Arturo Toscanini. Toscanini was onder de indruk en Tebaldi debuteerde aan het Teatro alla Scala in een concert ter gelegenheid van de heropening van het beroemde operahuis na afloop van de Tweede Wereldoorlog.
Tebaldi maakte haar Amerikaanse debuut als Aida bij de Opera van San Francisco, spoedig gevolgd door haar debuut bij de Metropolitan Opera op 31 januari 1955. Daarna trad ze nog geregeld op in the Met.
Tebaldi trok zich terug van het toneel in 1973 en van het concertpodium in 1976. Ze bracht haar tijd grotendeels door in Milaan, maar overleed eind 2004 in haar huis in San Marino. Gehuwd is ze nooit geweest, en de schandaalpers haalde ze alleen als haar grote rivale, de Grieks-Amerikaanse diva Maria Callas, weer eens meende allerlei uitspraken over haar te moeten doen. Tebaldi behield in deze tweestrijd altijd haar waardigheid.
Op 7 juni 2014 werd in het Noord-Italiaanse stadje Busseto het "Museo Renata Tebaldi" geopend.